# Роза (Кальміуський район)
Ро́за — село Новоазовської міської громади Кальміуського району Донецької області, Україна. Відстань до райцентру становить близько 15 км і проходить автошляхом місцевого значення.
Унаслідок російської військової агресії із серпня 2014 р. Качкарське перебуває на території ОРДЛО.

## Населення
За даними перепису 2001 року населення села становило 8 осіб, із них 100 % зазначили рідною мову українську.